# Hitoshi Sogahata
Hitoshi Sogahata (Prefectura d'Ibaraki, Japó, 2 d'agost de 1979) és un futbolista japonès.
Sogahata va néixer a Kashima el 2 d'agost de 1979. Es va incorporar a la Lliga japonesa de futbol amb el club Kashima Antlers. Va debutar contra Avispa Fukuoka el 8 de maig de 1999 i va jugar diversos partits fins al 2000. Sogahata va jugar les semifinals i finals de la Copa de la lliga japonesa de 2000 i Antlers va guanyar el campionat.
També va ser seleccionat New Hero Awards. El 2001, es va convertir en porter habitual en lloc de Takakuwa, i ambdós van jugar com a porters habituals durant molt de temps. Antlers va guanyar el campionat 2001 de la lliga japonesa durant dos anys consecutius. La temporada 2002, va ser seleccionat el premi Millor Onze. El seu club també va guanyar el campionat del 2002. El 2007, Antlers va guanyar el campionat de lliga japonesa per primera vegada en sis anys, i també va guanyar la Copa de l'Emperador 2007. Va mantenir el campionat de la lliga durant tres anys seguits (2007-2009).
A partir de la temporada 2010, Antlers va guanyar el campionat de la Copa de l'Emperador 2010, 2011 i 2012 de la Lliga Japonesa. També va jugar tots els partits des de la temporada 2008 fins a la temporada 2014. Va jugar 244 partits consecutius fins a l'últim partit de la temporada 2014, que és el rècord de la lliga japonesa. El 2015, tot i que no va poder jugar tots els partits de la temporada, Antlers va guanyar el campionat de la lliga. El 2016, Antlers va guanyar el campionat de la lliga i es va classificar per a la Copa del Món de Clubs 2016 com a campió del país amfitrió. A la Copa del Món de Clubs, va jugar els quatre partits i va quedar en el 2n lloc. El 2017, Antlers va contractar el nou porter Kwoun Sun-tae, i a partir de llavors Sogahata lluitaria per la posició. No obstant això, Sogahata no va poder jugar molts partits. A la Lliga de Campions de l'AFC del 2018, va jugar quatre partits i Antlers va guanyar el primer títol de campió asiàtic de la història del club.
El 24 de desembre de 2020, Sogahata va anunciar la seva retirada després de més de vint anys amb el club.

## Selecció japonesa
Hitoshi Sogahata va disputar 4 partits amb la selecció japonesa.